# 1922年の政治
1922年の政治（1922ねんのせいじ）では、1922年（大正11年）の政治分野に関する出来事について記述する。

## できごと

### 1月
- 1月10日 - 大隈重信死去。
- 1月17日 - 日比谷公園で大隈重信の国民葬が行われる。

### 2月
- 2月1日 - 山縣有朋死去。
- 2月4日 - 日中間で山東半島の懸案解決に関する条約調印。
- 2月6日
  - ワシントン軍縮会議終了。ワシントン海軍軍縮条約・九か国条約調印。英米日の主力艦保有比率は「5･5･3」に決定。
  - ピウス11世が第259代ローマ教皇に選出。
- 2月8日 - チェーカーがGPUと改称、NKVDの直轄となる。
- 2月23日
  - 衆議院に憲政会など共同提出の統一普通選挙法案上程。
  - （夜）普通選挙権を要求する群集数万人と警官隊と衝突。
- 2月27日 - 衆議院で統一普通選挙法案否決。
- 2月28日 - エジプト王国がイギリスから独立宣言。

### 3月
- 3月3日 - 京都で全国水平社創立大会開催。｢水平社宣言｣を発表。
- 3月25日 - 衆議院、各派共同提出による軍備縮小建議案可決。歩兵の在営期間が1年4ヵ月に短縮。経費年間4000万円削減。
- 3月30日 - 未成年者飲酒禁止法（現・二十歳未満ノ者ノ飲酒ノ禁止ニ関スル法律）公布（4月1日施行）。

### 4月

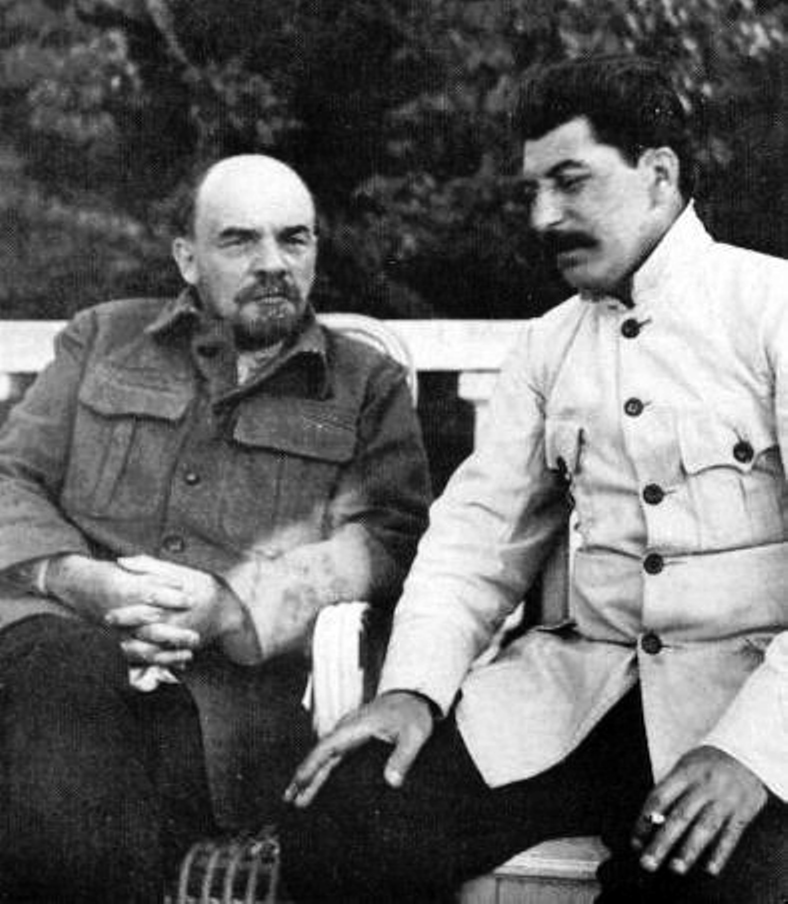
レーニンとスターリン。1922年撮影。党書記長は党内の庶務を担当する地味な役職と認識されていたが、スターリンは、党の膨大な官僚機構を支配し実権を掌握していく。スターリンを書記長に任命したレーニンであるが、スターリンの態度や野心を批判し、スターリンを書記長の座から解任すべきであると提案するに至る。

- 4月3日 - ヨシフ・スターリンがロシア共産党書記長に選出される。
- 4月12日 - 英皇太子（後のエドワード8世）来日（〜5月9日）。
- 4月14日 - アイルランド共和軍が、フォー・コーツ(アイルランド最高法廷)を襲撃し、ダブリンの戦いがはじまる。
- 4月16日 - ラパロ条約調印。ドイツ・ソビエト政府が国交回復。
- 4月20日 - 治安警察法改正公布。女子の集会参加禁止を撤廃。

### 5月
- 5月5日 - 刑事訴訟法(旧法)公布。
- 5月15日 - 新婦人協会、治安警察法改正の祝賀会を東京神田で開催。日本最初の婦人政談演説会開催。
- 5月19日 - ピオネール発足。

### 6月

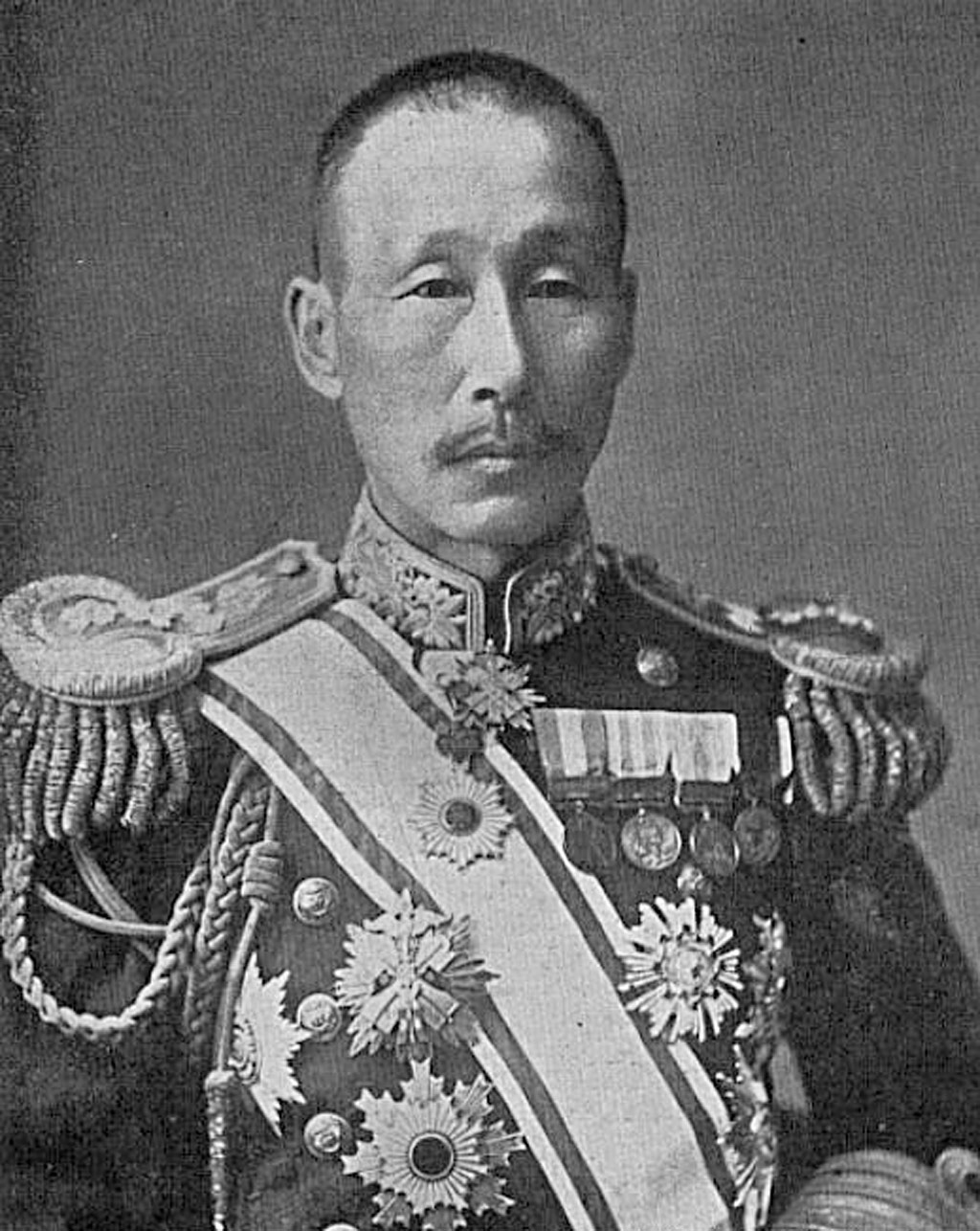
立憲政友会の内紛により高橋内閣が総辞職し、海軍大将加藤友三郎が後継首相に就任する。加藤内閣は政党内閣から逆行するため、発足当初は批判的に見られたが、シベリアからの撤兵や軍縮の推進など短期間であったが重要な課題を遂行した政権であった。

- 6月6日 - 高橋内閣閣内不統一を理由に内閣総辞職。
- 6月12日 - 加藤友三郎海軍大将に大命降下、加藤友三郎内閣成立。
- 6月23日 - 政府、10月までの沿海州からの撤兵を閣議決定。
- 6月24日 - 政府、シベリアからの撤兵を声明。
- 6月28日 - アイルランド内戦勃発。

### 7月
- 7月15日 - 日本共産党結成（堺利彦・山川均ら）[1]。

### 8月
- 8月15日 - 陸軍省、第1次軍縮小異動を発表（将校2268人、准士官以下5万7296人、馬1万3000頭、経費3450万円を削減）。

### 9月
- 9月18日
  - 文部省、女性教員、保母に初めて産前産後休暇を承認する訓令を発表。
  - ハンガリーが国際連盟に加盟。

### 10月

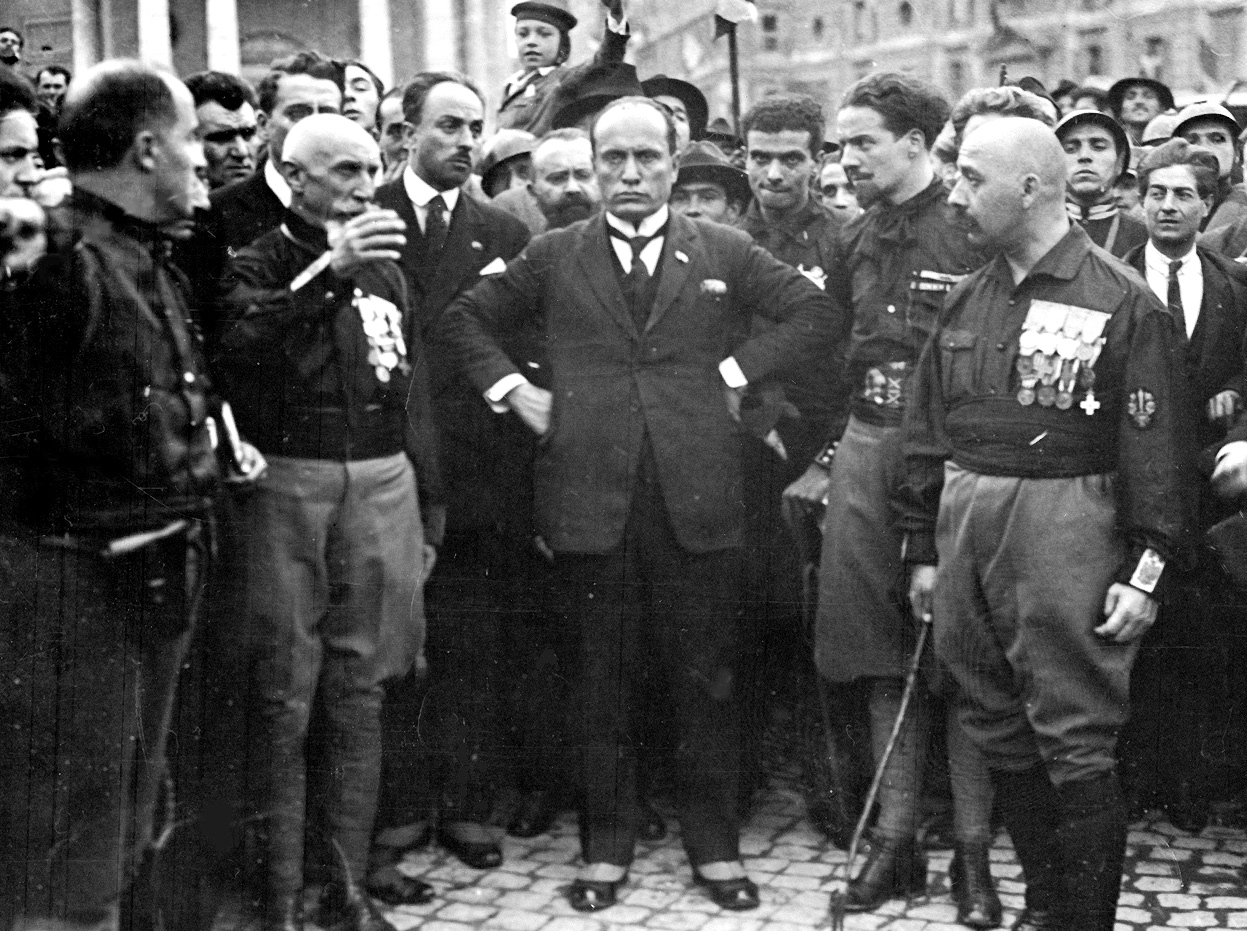
ローマ進軍。ベニート・ムッソリーニを中心とするファシスト党の面々。10月28日撮影。ムッソリーニの周囲には「ファシスト四天王」と呼ばれた大幹部のうち、エミリオ・デ・ボーノ、イタロ・バルボ、チェーザレ・マリーア・デ・ヴェッキがいる。

- 10月20日 - 政府、普通選挙調査会を設置。
- 10月25日 - 樺太北部を除いて日本軍がシベリアからの撤兵を完了。
- 10月27日 - ファシスト党がローマ進軍を行う。
- 10月28日
  - イタリア政府、戒厳の布告を決定。
  - イタリア国王ヴィットーリオ・エマヌエーレ3世、戒厳に署名を拒否。
- 10月29日 - ヴィットーリオ・エマヌエーレ3世、ベニート・ムッソリーニを首相に任命。
- 10月30日 - ファシスト党部隊、ローマに入城。
- 10月31日 - ムッソリーニがイタリア首相に就任。

### 11月
- 11月1日 - トルコ、スルタン制廃止を宣言。
- 11月8日 - 革新倶楽部結成（犬養毅・尾崎行雄・島田三郎ら）。
- 11月17日 - メフメト6世が亡命し、オスマン帝国が滅亡する。
- 11月 - コミンテルン第4回大会、日本共産党を日本コミンテルン支部として承認。「日本共産党綱領草案」（22年テーゼ）が示される。

### 12月
- 12月6日 - アイルランドの南部26州がグレートブリテンおよびアイルランド連合王国より離脱、アイルランド自由国成立。
- 12月17日 - 青島守備隊、撤退完了。
- 12月25日 - 第46議会召集。
- 12月27日 - 鳳翔 (空母)就役（世界で初めて航空母艦として起工・就役）。
- 12月30日 - ソビエト社会主義共和国連邦成立。